# Indigofera commixta
Indigofera commixta är en ärtväxtart som beskrevs av Nicholas Edward Brown. Indigofera commixta ingår i släktet indigosläktet, och familjen ärtväxter. Inga underarter finns listade i Catalogue of Life.